# Венера Колонна
Венера Колонна — античная скульптура, римская мраморная копия утраченной Афродиты Книдской Праксителя, хранящаяся в музее Пио-Клементино как часть коллекций музеев Ватикана. Ныне это самая известная и, возможно, самая точная римская копия оригинала Праксителя.
Венера Колонна — одна из четырёх мраморных Венер, подаренных в 1783 году римскому папе Пию VI Филиппо Джузеппе Колонной. Изображение этой, лучшей из них, было опубликовано в каталоге Эннио Квирино Висконти музея Пио-Клементино, где она была впервые идентифицирована как копия Афродиты Книдской. Венера Колонна сразу же затмила «несколько дряблый вариант той же модели», которая, как и Венера Бельведерская, долгое время находилась в коллекциях Ватикана. В течение XIX и начала XX веков нижняя часть статуи была ханжески задрапирована. Она была снята в 1932 году, когда статуя была перенесена в Gabinetto delle Maschere, где её можно ныне видеть.
Когда в 1933 году Кристиан Блинкенберг писал первую современную монографию об Афродите Книдской, он обнаружил, что Венера Колонна и Афродита Бельведерская наиболее точно отображают оригинал, опосредованный через эллинистическую копию.

## Галерея

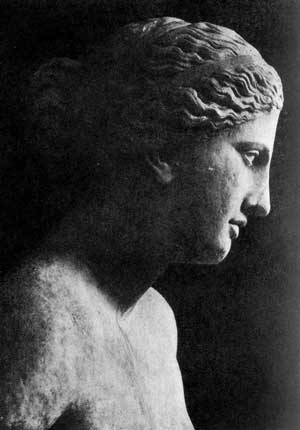
Венера Колонна: вид с правой стороны
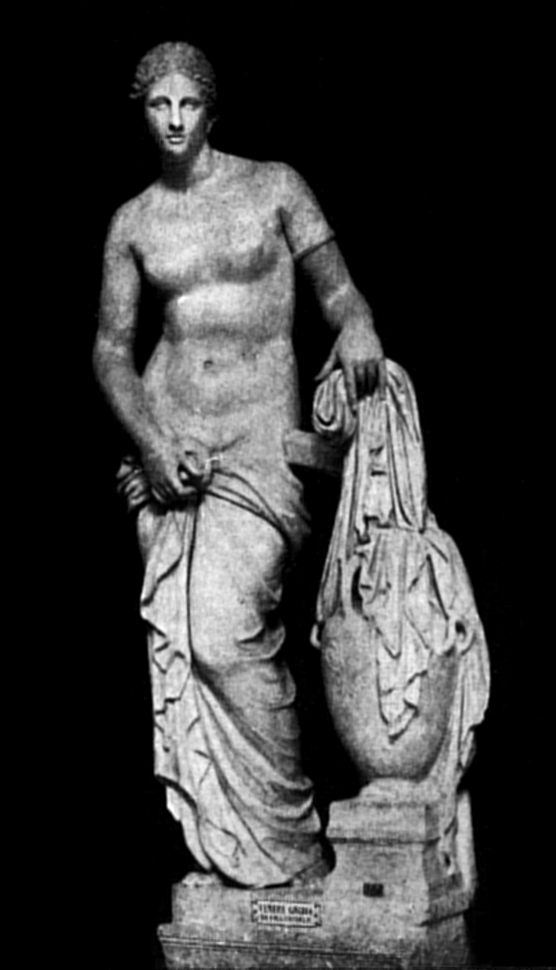
Венера Колонна с драпировкой на ногах, снятой в 1932 году.
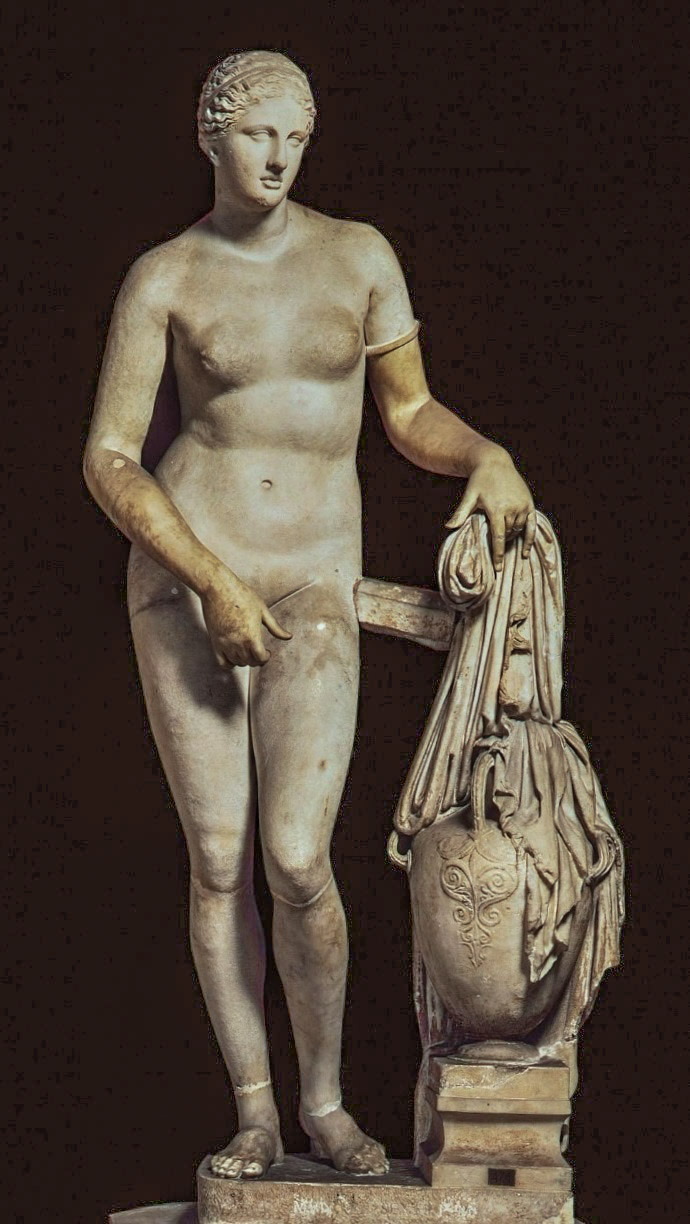
Венера (Афродита) Колонна. Современный вид